# Wait (Steelheart)
Wait è il terzo album in studio del gruppo musicale statunitense Steelheart, pubblicato nell'ottobre 1996 esclusivamente per il mercato asiatico.

## Il disco
L'album venne registrato dal cantante Michael Matijevic con una formazione totalmente rinnovata e un sound che si distaccava dai primi due dischi degli Steelheart, motivo che ha inizialmente portato diverse persone a considerare questo più come un lavoro solista di Matijevic che non come un nuovo album del gruppo.
La traccia We All Die Young sarà in seguito utilizzata per la colonna sonora del film Rock Star nel 2001.

## Tracce
1. We All Die Young – 5:09 (Michael Matijevic, Kenny Kanowski)
2. Live to Die – 4:17 (Matijevic, Kanowski)
3. Ahh Song – 4:05 (Matijevic, Kanowski)
4. Electric Chair – 4:38 (Matijevic)
5. Wait – 4:31 (Matijevic)
6. Garden of Delight – 4:53 (Matijevic)
7. Take a Little Time – 4:00 (Matijevic, Kanowski, Kazan)
8. Cabernet – 3:48 (Matijevic, Kanowski)
9. Say No More – 5:16 (Matijevic, Kanowski)
10. Shangri La – 5:14 (Matijevic, Kanowski)

## Formazione
- Michael Matijevic – voce, pianoforte, chitarra acustica
- Kenny Kanowski – chitarra solista
- Vincent Mele Jr. – basso
- Alex Makarovich – batteria

Altri musicisti
- Alan Duncan – batteria in Wait
- Kenneth Gloffree – sassofono
- Andy Duncan – percussioni
- Derek Austin – pianoforte
- Ellie Blackshaw – viola
- Mary Shannon – violino
- Shereen Goobur – violino
- Lucy East – violoncello